# Polymorphus contortus
Polymorphus contortus es una especie de acantocéfalo del género Polymorphus, familia Polymorphidae. Fue descrita originalmente por Bremser in Westrumb en 1821 dentro del género Echinorhynchus, pero fue transferida posteriormente al género Polymorphus por Travassos en 1926.
Suelen medir 0,465 milímetros de largo y 0,097 milímetros de ancho, pero pueden llegar a medir hasta 3 milímetros.